# Lâu đài ở Pokrzywno
Lâu đài ở Pokrzywno (tiếng Ba Lan: Zamek w Pokrzywnie) là một lâu đài thời Trung cổ (hiện nay còn lại tàn tích), ở làng Pokrzywno, huyện Grudziądzki, tỉnh Kujawsko-Pomorskie, Ba Lan.

## Lịch sử
Một số sự kiện lịch sử nổi bật của lâu đài:
- Thế kỷ 13: Lâu đài ở Pokrzywno được xây dựng. Lâu đài trở thành trụ sở của các Hiệp sĩ Teuton.[2]
- Thế kỷ 15: Các Hiệp sĩ Teuton bắt đầu hiện đại hóa và cải tạo hệ thống phòng thủ vào năm 1411. Lúc bấy giờ, các bức tường được nâng cao lên và trang bị thêm nhiều mũi tên hiện đại hơn. Khi Chiến tranh Mười ba năm bùng nổ vào năm 1454, lâu đài bị Liên minh Phổ chiếm đóng. Năm 1466, khu vực Pokrzywno được hợp nhất vào lãnh thổ Ba Lan.[2]
- Thế kỷ 17: Lâu đài bị cháy vào năm 1611. Trong trận Đại hồng thủy, quân đội Thụy Điển đã đánh chiếm, đốt cháy lâu đài và làm ô uế nhà nguyện.[2]
- Thế kỷ 18: Tàn tích của lâu đài bắt đầu bị tháo dỡ để xây dựng một con đường. Việc phá hủy bị dừng lại sau sự can thiệp của Giám mục Chełmno Baier, nhưng mái vòm của nhà nguyện đã sụp đổ vào năm 1789, khiến các hoạt động tái sử dụng tàn tích tiếp tục diễn ra.
- Thế kỷ 20: Công trình kiến trúc này được đưa vào danh sách di tích vào năm 1964.[3] Tuy nhiên, do việc xây dựng lại con đường vào năm 1965 khiến các tòa nhà tiếp giáp với phần phía nam của bức tường bị phá bỏ. Các công tác bảo tồn đầu tiên bắt đầu vào năm 1967.[4]

## Hình ảnh

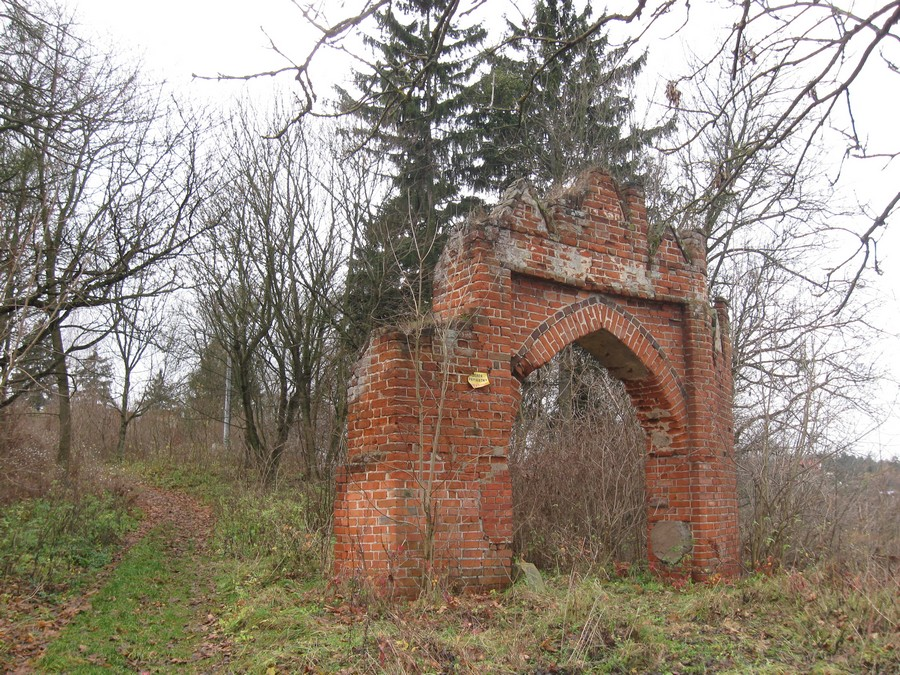
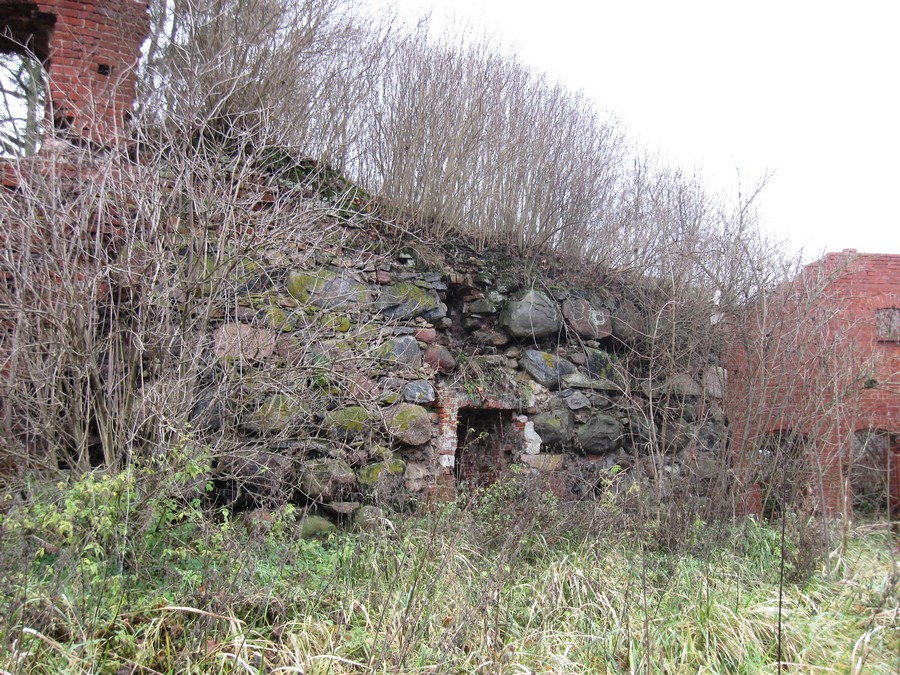
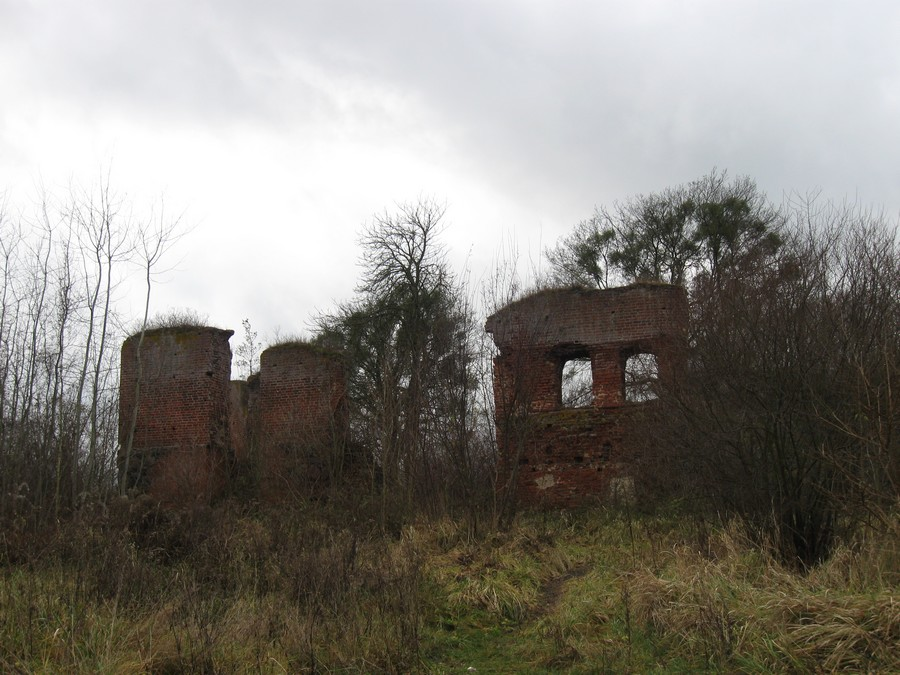